# フランク・モンデル
フランク・ウィーラー・モンデル(英語: Frank Wheeler Mondell, 1860年11月6日 – 1939年8月6日)は、アメリカ合衆国・セントルイス出身の政治家、共和党員。ワイオミング州選出のアメリカ合衆国下院議員(通算13期)。下院多数党院内総務(1919年 - 1923年)。

## 経歴・人物
フランク・モンデルは、1860年11月6日にミズーリ州セントルイスで生まれ、アイオワ州ディキンソン郡で育った。公立学校で教育を受け、長年にわたり、農業、畜産、鉄道建設など様々な職を転々としていた。
1887年にワイオミング準州に移住し、炭鉱と石油開発の事業を営んだ。ニューキャッスル市の設立と発展に尽力し、1888年から1895年までニューキャッスル市の初代市長を務めていた。1890年から1892年までワイオミング州上院議員を務め、1892年には州上院議長に就任した。
1894年、アメリカ下院議員選挙に共和党候補として出馬し、当選を果たす。1896年選挙では、民主党のジョン・ユージーン・オズボーンに破れ、落選。1898年選挙で再選を果たすまでアメリカ陸軍総局の副長官を務めていた。
1898年選挙以降、12期連続で再選を果たしており、ワイオミング州選出の下院議員の中では最多連続当選回数を誇っている。また、下院議員の通算在職期間26年0日もワイオミング州選出の下院議員の中では最長である。ベテラン共和党議員として公有地委員会委員長(第60議会・第61議会)や下院多数党院内総務(第66議会・第67議会)など、下院の要職を歴任した。
1922年選挙で、アメリカ上院への鞍替え出馬を行ったが、落選。1923年から2年間戦時金融公社の取締役を務めた。
1939年8月6日、ワシントンD.C.の自宅で死去。死因は白血病だった。